# Neivamyrmex kiowapache
Neivamyrmex kiowapache (лат.) — вид кочевых муравьёв рода Neivamyrmex из подсемейства Ecitoninae (Formicidae). 

## Этимология
Видовое название N. kiowapache происходит от сочетания имён двух крупных индейских племён: Кайова (Kiowa) из средне-западных штатов и Апачи (Apache) из юго-западных штатов, что связано с особенностями распространения вида.

## Распространение
Северная Америка: США (Канзас, Колорадо, на юг до Техаса, на запад до Аризоны), Мексика (Chihuahua).

## Описание
Длина рабочих около 5 мм. Длина головы рабочих от 0,55 до 0,83 мм (ширина головы 0,45—0,81 мм). Длина головы самок 1,16—1,24 мм (ширина головы 1,21—1,26 мм). Описаны в 2007 году американскими мирмекологами Гордоном Снеллингом (Gordon C. Snelling) и Роем Снеллингом (Roy R. Snelling, 1934—2008). Отличаются от близких видов (ранее его смешивали с видом Neivamyrmex carolinensis) более мелкими общими размерами тела, грубой пунктировкой головы, укороченным скапусом усиков самцов. Рабочие одноцветные коричневые, самки желтоватые, голова и грудь самцов чёрная (брюшко коричневое). Усики рабочих 12-члениковые. Нижнечелюстные щупики 2-члениковые, нижнегубные щупики состоят из 2—3 сегментов. Мандибулы треугольные. Глаза отсутствуют или редуцированы до нескольких фасеток. Оцеллии и усиковые бороздки отсутствуют.  Коготки лапок простые без дополнительных зубцов на вогнутой поверхности. Проподеум округлый, без зубцов. Дыхальца заднегруди расположены в верхнебоковой её части или около средней линии проподеума. Голени средних и задних ног с одной гребенчатой шпорой. Стебелёк между грудкой и брюшком у рабочих состоит из двух члеников. Жало развито.
Ведут кочевой образ жизни. Постоянных гнёзд не имеют, кроме временных бивуаков.